# Во мне моя любовь
«Во мне моя любовь» — 11-й студийный альбом российской певицы Валерии.

## История выхода альбома
Альбом «Во мне моя любовь» вышел в двух версиях: стандартной и deluxe (подарочный вариант). Последняя версия включает в себя бонусный DVD с последними видеоклипами певицы. Также в альбоме представлен ремикс от Vengerov & Fedoroff на песню «Капелька».
Альбом поступил в продажу в марте 2010 года. Главные дистрибьюторы диска в России — NOX Music, «Мистерия звука».

## Список композиций
| №  | Название трека                                                                           | Продолжительность |
| -- | ---------------------------------------------------------------------------------------- | ----------------- |
| 1  | «Во мне моя любовь» (музыка: Е. Есенина; слова: Е. Есенина)                              | 03:30             |
| 2  | «Капелькою» (музыка: А.Орлов; слова: Д.Орлова, В.Давыдов)                                | 03:54             |
| 3  | «Птица-разлука» (музыка: О.Шак; слова: А.Вратарев, И.Вратарева)                          | 03:19             |
| 4  | «Кривое зеркало» (музыка: И.Крутой; слова: Е.Стюф)                                       | 03:31             |
| 5  | «Никто, как ты...» (музыка: Любаша; слова: Любаша)                                       | 03:43             |
| 6  | «Меняемся игрушками» (музыка: Любаша; слова: Любаша)                                     | 03:31             |
| 7  | «По дороге любви» (Валерия, C.Eaton, F.Aeschlimann, B.Robbins, А.Лопатин)                | 03:54             |
| 8  | «Умные девочки не плачут» (дуэт с Еленой Есениной) (музыка: Е.Есенина; слова: Е.Есенина) | 03:39             |
| 9  | «В твоих глазах не я» (музыка: А.Костюк; слова: Е.Муравьев)                              | 03:54             |
| 10 | «Волшебный дом» (музыка: О.Митяев; слова: О.Митяев)                                      | 02:43             |
| 11 | «Линии руки» (музыка: И.Каменской; слова: С.Патрушев)                                    | 03:37             |
| №  | Бонус треки                                                                              | Продолжительность |
| 1  | «Капелькою» (Vengerov&Fedoroff remix) (музыка: А.Орлов; слова: Д.Орлова, В.Давыдов)      | 03:06             |

- Заглавная песня альбома – «Во мне моя любовь» – была написана в сотрудничестве с молодым автором, подопечной Валерии и Иосифа Пригожина – Еленой Есениной.
- Композиция «Никто, как ты…», которую уже успели полюбить миллионы людей, принесла певице премии «Золотой Граммофон» и «Песня Года».
- Следующий сингл, «Птица-разлука», был записан по заказу телеканала «Россия» специально для 258-серийного фильма «Ефросинья».
- Песня «В твоих глазах не я» записана к юбилею Александра Костюка. Валерия была первой солисткой ансамбля «Былина», руководителем которого был Александр Костюк.
- Песня «Волшебный дом» записана к юбилею Олега Митяева.

## Дополнения
Подарочный вариант альбома (deluxe версия) включает в себя бонусный DVD с последними видеоклипами певицы:
- «Разрушить любовь»
- «Боль»
- «По дороге любви»
- «The party`s over»
- «Wild!» (Bimbo Jones remix)